# Чемпионат мира по настольному теннису 1938
Чемпионат мира по настольному теннису 1938 года прошёл с 24 по 29 января в Лондоне (Великобритания).

## Медалисты
| Разряд                   | Золото                                                                               | Серебро                                                                                 | Бронза                                                                                       |
| ------------------------ | ------------------------------------------------------------------------------------ | --------------------------------------------------------------------------------------- | -------------------------------------------------------------------------------------------- |
| Мужской одиночный разряд | Богумил Ваня                                                                         | Рихард Бергман                                                                          | Виктор Барна                                                                                 |
| Мужской одиночный разряд | Богумил Ваня                                                                         | Рихард Бергман                                                                          | Тибор Хази                                                                                   |
| Женский одиночный разряд | Гертруда Притци                                                                      | Власта Депетрисова                                                                      | Вера Вотрубцова                                                                              |
| Женский одиночный разряд | Гертруда Притци                                                                      | Власта Депетрисова                                                                      | Бетти Хенри                                                                                  |
| Мужской парный разряд    | Сол Шифф Джеймс Макклёр                                                              | Виктор Барна Ласло Беллак                                                               | Станислав Коларж Вацлав Тереба                                                               |
| Мужской парный разряд    | Сол Шифф Джеймс Макклёр                                                              | Виктор Барна Ласло Беллак                                                               | Эрик Филби Хаймэн Лёри                                                                       |
| Женский парный разряд    | Власта Депетрисова Вера Вотрубцова                                                   | Дора Береги Ида Ференци                                                                 | Филлис Ходжкинсон Дорис Йордан                                                               |
| Женский парный разряд    | Власта Депетрисова Вера Вотрубцова                                                   | Дора Береги Ида Ференци                                                                 | Маргарет Осборн Дора Эмдин                                                                   |
| Микст                    | Ласло Беллак Венди Вудхэд                                                            | Богумил Ваня Вера Вотрубцова                                                            | Альфред Либстер Гертруда Притци                                                              |
| Микст                    | Ласло Беллак Венди Вудхэд                                                            | Богумил Ваня Вера Вотрубцова                                                            | Вацлав Тереба Мария Кеттнерова                                                               |
| Мужской командный турнир | Венгрия · Виктор Барна · Ласло Беллак · Эрнё Фёльди · Ференц Шоош · Тибор Хази       | Австрия · Рихард Бергман · Хельмут Гёбель · Эрих Каспар · Альфред Либстер · Карл Шедиви | США · Бернард Гримс · Джордж Хендри · Джеймс Макклёр · Сол Шифф · Луис Пальяро               |
| Мужской командный турнир | Венгрия · Виктор Барна · Ласло Беллак · Эрнё Фёльди · Ференц Шоош · Тибор Хази       | Австрия · Рихард Бергман · Хельмут Гёбель · Эрих Каспар · Альфред Либстер · Карл Шедиви | Чехословакия · Вацлав Тереба · Мирослав Гамр · Станислав Коларж · Адольф Слар · Богумил Ваня |
| Женский командный турнир | Чехословакия Мария Кеттнерова Власта Депетрисова Вера Вотрубцова Йиндриска Голубкова | Англия · Дора Эдмин · Филлис Ходжкинсон · Дорис Йордан · Маргарет Осборн                | Австрия · Цита Лемо · Гертруда Притци                                                        |